# 스테이트 오브 더 유니온
스테이트 오브 더 유니온(State Of The Union)은 미국에서 제작된 프랑크 카프라 감독의 1948년 영화이다. 스펜서 트레이시 등이 주연으로 출연하였고 프랭크 카프라 등이 제작에 참여하였다.

## 출연

### 주연
- 스펜서 트레이시
- 캐서린 헵번

### 조연
- 밴 존슨
- 안젤라 랜즈베리
- 아돌프 멘주
- 루이스 스톤
- 하워드 스미스
- 찰스 딘글
- 메이델 터너
- 레이몬드 월번

## 제작진
- 원작자: 러셀 크루즈
- 원작자: 하워드 린지
- 협력프로듀서: 안소니 베일러
- 의상: 아이린